# The Hidden Woman
The Hidden Woman è un film muto del 1922 diretto da Allan Dwan.
Fu l'ultimo film della breve carriera cinematografica di Evelyn Nesbit.

## Trama
Ann Wesley è una ricca ragazza della buona società i cui modi frivoli inducono Bart Andrews, il suo innamorato, a rimproverarla per la superficialità che dimostra con i suoi comportamenti. Quando però Ann perde tutti i suoi averi a causa di un crollo in borsa, la giovane si ritira a vivere in un quieto paesino delle Adirondack. Lì, diventa amica del piccolo Johnny Randolph, figlio di un ubriacone. I modi disinvolti di Ann provocano le ire del bacchettone locale, Iron MacLoid che tuona contro la ragazza. In segreto, Bart, preoccupato per lei, la sorveglia senza farsi vedere per poterla proteggere in caso di bisogno. Un giorno, Ann viene aggredita da Bill Donovan, ma viene salvata dall'intervento di Randolph che si batte con l'aggressore. Ann, per riconoscenza, si adopera per la riabilitazione di Randolph e per riunirlo al piccolo Johnny e alla moglie.
Dimostrando così di non essere la solita svampita, ma una ragazza di buon cuore e di solidi principî, Ann riconquista anche Bart che, finalmente, ricompare per riunirsi a lei.

## Produzione
Il film fu prodotto dalla Nanuet Amusement Corporation,

## Distribuzione
Distribuito dall'American Releasing Co., il film uscì nelle sale cinematografiche USA il 2 aprile 1922.